# Biblioteca depositaria
Las Bibliotecas Depositarias son receptoras de materiales provenientes de organismos internacionales. Estas pueden ser las  Bibliotecas Depositarias de la ONU o las Bibliotecas Nacionales que también son depositarias de otros organismos internacionales como la Unión Europea, la Organización para la Cooperación y el Desarrollo Económicos (OCDE) o la Organización de Estados Americanos.
Todas las Bibliotecas Depositarias deberán comprometerse a poner el material que reciban al cuidado de bibliotecarios competentes, mantenerlo en buen estado y bajo control, permitir que el público acceda a él gratuitamente en horas convenientes. Ya que todos los proyectos, investigaciones, reuniones, etcétera, de estos organismos se plasman en publicaciones, se ha de reconocer la importancia de las Bibliotecas Depositarias como transmisoras de un saber internacional que busca, ante todo, la seguridad y el bienestar.